# DeathKeep
DeathKeep (ou Deathkeep) est un jeu de tir à la première personne en 3D avec des éléments de jeu vidéo de rôle développé par Lionhead Studios pour Strategic Simulations, Inc. et sorti sous Windows et sur console 3DO en 1995.
Deathkeep est basé sur l'univers médiéval-fantastique du jeu de rôle Advanced Dungeons & Dragons de Gary Gygax. C'est le dernier jeu vidéo édité par SSI à exploiter l'univers D&D, sept années après la sortie du mystique Pool of Radiance qui marquait l'acquisition de la licence auprès de TSR. Entre-temps SSI produisit plus d'une vingtaine de jeux avec cette licence.
Là où Ravenloft: Stone Prophet, sorti plus tôt la même année, était en temps réel et en 3D mais restait un jeu de rôle, DeathKeep est une première tentative de faire un clone de Doom avec l'univers de D&D. L'idée sera d'ailleurs reprise plus tard par Interplay avec Descent to Undermountain.

## Système de jeu
Le joueur a le choix entre trois personnages différents : un guerrier nain, un guerrier demi-elfe et une magicienne elfe. Le choix de ce personnage influence le gameplay : le guerrier nain est bon au contact, le demi-elfe excelle avec des armes de distances et l'elfe dispose d'une palette variée de sorts défensifs et offensifs.
Au départ, le héros est bloqué dans une caverne obscure peuplée de monstres. Il doit traverser divers souterrains pour finalement tuer un nécromancien maléfique. Le jeu comporte 25 donjons, chacun découpé en 8 niveaux.

## Accueil
GameSpy dans son History of D&D Video Games qualifie le titre de mauvais clone de Doom II et déplore que les règles de D&D ne soient pas du tout adaptées à un titre de ce genre. Pour PC Team, qui lui attribue la note de 80 % le scénario rattrape l'aspect technique du jeu.